# Grand Prix automobile de Saint-Marin 1988

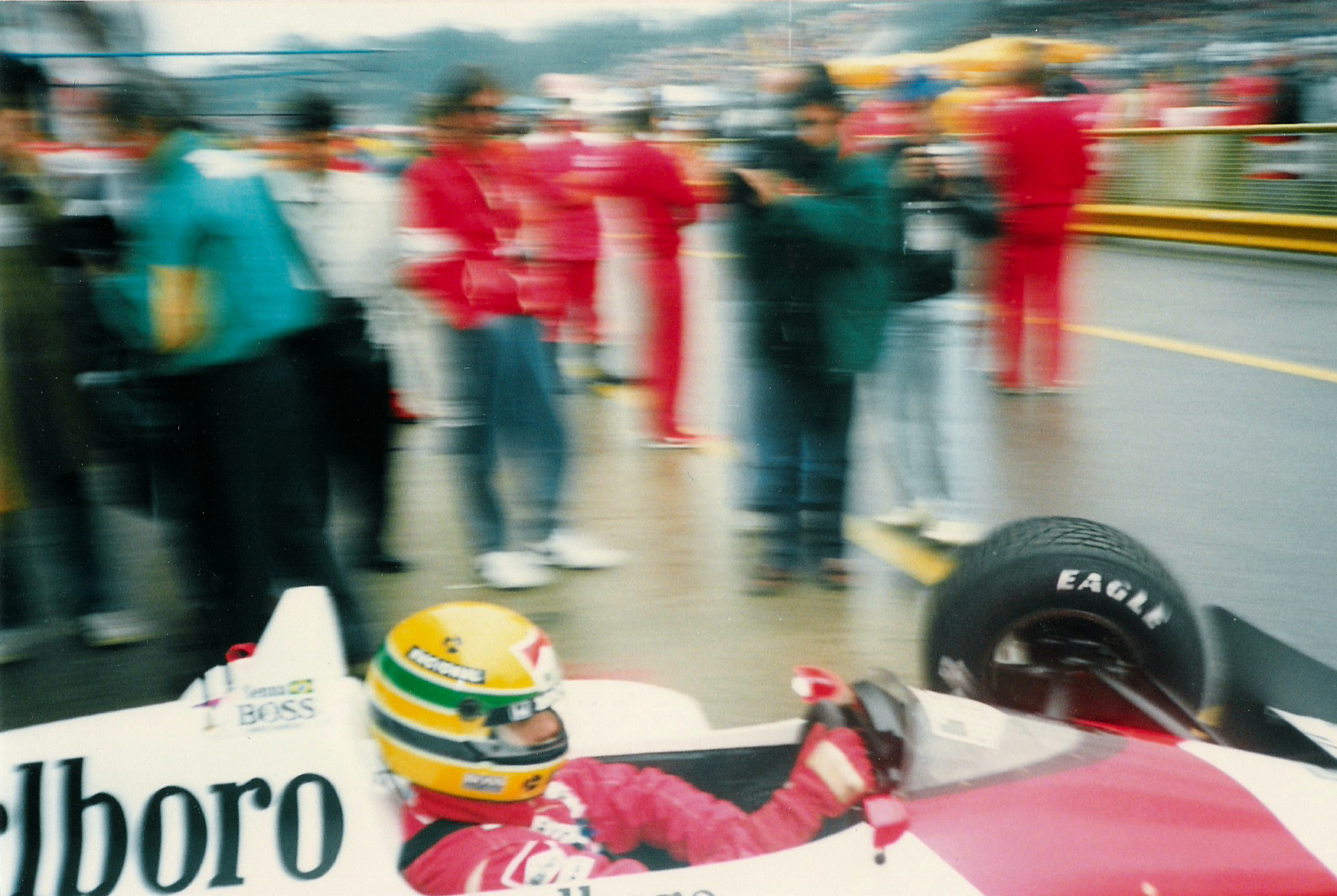
Ayrton Senna, futur vainqueur, à la sortie des stands à Imola en 1989

Résultats du Grand Prix de Saint-Marin de Formule 1 1988 qui s'est disputé le 1er mai 1988 sur le circuit Enzo e Dino Ferrari à Imola, en Italie.

## Classement
| Pos. | No | Pilote             | Écurie               | Tours | Temps/Abandon                      | Grille | Points |
| ---- | -- | ------------------ | -------------------- | ----- | ---------------------------------- | ------ | ------ |
| 1    | 12 | Ayrton Senna       | McLaren-Honda        | 60    | 1 h 32 min 41 s 264 (195,754 km/h) | 1      | 9      |
| 2    | 11 | Alain Prost        | McLaren-Honda        | 60    | + 2 s 334                          | 2      | 6      |
| 3    | 1  | Nelson Piquet      | Lotus-Honda          | 59    | + 1 tour                           | 3      | 4      |
| 4    | 20 | Thierry Boutsen    | Benetton-Ford        | 59    | + 1 tour                           | 8      | 3      |
| 5    | 28 | Gerhard Berger     | Ferrari              | 59    | + 1 tour                           | 5      | 2      |
| 6    | 19 | Alessandro Nannini | Benetton-Ford        | 59    | + 1 tour                           | 4      | 1      |
| 7    | 18 | Eddie Cheever      | Arrows-Megatron      | 59    | + 1 tour                           | 7      |        |
| 8    | 2  | Satoru Nakajima    | Lotus-Honda          | 59    | + 1 tour                           | 12     |        |
| 9    | 17 | Derek Warwick      | Arrows-Megatron      | 58    | + 2 tours                          | 14     |        |
| 10   | 14 | Philippe Streiff   | AGS-Ford             | 58    | + 2 tours                          | 13     |        |
| 11   | 24 | Luis Pérez-Sala    | Minardi-Ford         | 58    | + 2 tours                          | 18     |        |
| 12   | 29 | Yannick Dalmas     | Larrousse-Ford       | 58    | + 2 tours                          | 19     |        |
| 13   | 6  | Riccardo Patrese   | Williams-Judd        | 58    | + 2 tours                          | 6      |        |
| 14   | 3  | Jonathan Palmer    | Tyrrell-Ford         | 58    | + 2 tours                          | 23     |        |
| 15   | 15 | Mauricio Gugelmin  | March-Judd           | 58    | + 2 tours                          | 20     |        |
| 16   | 23 | Adrian Campos      | Minardi-Ford         | 57    | + 3 tours                          | 22     |        |
| 17   | 30 | Philippe Alliot    | Larrousse-Ford       | 57    | + 3 tours                          | 15     |        |
| 18   | 27 | Michele Alboreto   | Ferrari              | 54    | Moteur                             | 10     |        |
| Nc.  | 33 | Stefano Modena     | Eurobrun-Ford        | 52    | Non classé                         | 26     |        |
| Abd. | 4  | Julian Bailey      | Tyrrell-Ford         | 48    | Boîte de vitesses                  | 21     |        |
| Abd. | 5  | Nigel Mansell      | Williams-Judd        | 42    | Suspension                         | 11     |        |
| Abd. | 31 | Gabriele Tarquini  | Coloni-Ford          | 40    | Accélérateur                       | 17     |        |
| Abd. | 36 | Alex Caffi         | Scuderia Italia-Ford | 18    | Boîte de vitesses                  | 24     |        |
| Abd. | 9  | Piercarlo Ghinzani | Zakspeed             | 16    | Boîte de vitesses                  | 25     |        |
| Abd. | 16 | Ivan Capelli       | March-Judd           | 2     | Boîte de vitesses                  | 9      |        |
| Abd. | 22 | Andrea De Cesaris  | Rial-Ford            | 0     | Suspension                         | 16     |        |
| Nq.  | 32 | Oscar Larrauri     | Eurobrun-Ford        |       | Non qualifié                       |        |        |
| Nq.  | 26 | Stefan Johansson   | Ligier-Judd          |       | Non qualifié                       |        |        |
| Nq.  | 25 | René Arnoux        | Ligier-Judd          |       | Non qualifié                       |        |        |
| Ex.  | 21 | Nicola Larini      | Osella               |       | Exclu                              |        |        |

## Pole position et record du tour
- Pole position : Ayrton Senna en 1 min 27 s 148 (vitesse moyenne : 208,198 km/h).
- Meilleur tour en course : Alain Prost en 1 min 29 s 685 au 53e tour (vitesse moyenne : 202,308 km/h).

## Tours en tête
- Ayrton Senna : 60 (1-60)

## À noter
- 7e victoire pour Ayrton Senna.
- 57e victoire pour McLaren en tant que constructeur.
- 29e victoire pour Honda en tant que motoriste.
- Nicola Larini est exclu du Grand Prix pour ne pas s'être présenté à un contrôle.